# Визант
Визант (также Бизант, др.-греч. Βύζας или Γύζας) — персонаж древнегреческой мифологии, основатель и эпоним города, называвшегося Византий (подробнее о нём — История Византия#Основание Византия).
Существует три версии его происхождения. По одной, он был сыном Посейдона и нимфы Кероэссы (дочери Зевса и Ио), по другой — сыном царя Мегар Ниса и Кероэссы, по третьей — его родила нимфа Семестра (которая в первой версии воспитала Кероэссу).
Легенды рассказывали о героических подвигах Византа и его жены Фидалии, их борьбе против фракийцев, скифов и брата Стройбоса. По Дионисию Византийскому, Визант был одним из аргонавтов, по Диодору Сицилийскому — принял их, уже будучи царём города.